# 1991 في ماليزيا
فيما يلي قوائم الأحداث التي وقعت خلال عام 1991 في ماليزيا.

## رياضة
- 1 يناير – بطولة آسيا لألعاب القوى 1991
- 1 يناير – جائزة ماليزيا الكبرى للدراجات النارية 1991

## مواليد

### يناير
- 28 يناير – وان زاك هيكل وان نور لاعب كرة قدم ماليزي.

### فبراير
- 27 فبراير – جوناثان جوستين لاعب كرة قدم ماليزي.

### أبريل
- 24 أبريل – أزهام ترمذي لاعب كرة قدم ماليزي.

### مايو
- 8 مايو – يو بينج كين مسايف ماليزي.

### يونيو
- 9 يونيو – ليوبولد ألفونسو لاعب كرة قدم ماليزي.

## وفيات

### سبتمبر
- 6 سبتمبر – محمد نواه عمر (مواليد 1898) سياسي ماليزي.[1]